# La cueva de los dos enamorados
La Cueva de los Dos Enamorados es el vigésimo segundo episodio de la serie animada de televisión Avatar: la leyenda de Aang y el segundo capítulo de la segunda temporada.

## Sinopsis
Aang y Katara practican el truco de agua control llamado el pulpo , mientras que Sokka está relajado en el lago. Un grupo de nómadas del Reino Tierra aparece, unos hippies del reino tierra . Una vez que el grupo revela sus planes de ir a Omashu, los nómadas hablan acerca de un túnel que pasa a través de la montaña. Aunque Sokka desconfía de los nómadas, el grupo decide ir con los nómadas a través del túnel, ya que fracasaron en el viaje sobre la montaña. 
Momentos antes de que entraran en el túnel, el líder nómada menciona que los túneles forman un laberinto protegido por una maldición. Solo los que confían en el amor podrán atravesarlo; los que no se pierden por siempre en el laberinto. Una vez que entran, unos soldados Maestros Fuegos destruyen la entrada, atrapándolos dentro. Asustado, Sokka tiene un plan de crear un mapa mientras viajan dentro del laberinto, sin embargo, esto resulta inútil ya que todos los caminos los llevan a la entrada destruida. Los hippies planeaban mantenerse juntos así nadie se perdía. Extrañamente, este plan no funciona, ya que hubo un derrumbamiento, producido por Appa quien teme estar bajo tierra y por un Muerciélago-Lobo que hizo caer una antorcha. La rápida reacción de Aang salva a todos, pero separándolos. Aang, Katara y Appa están en grupo, mientras que Sokka (muy infeliz) está con los hippies musicales, para viajar a través de los túneles, quienes le dicen que "si las rocas caen no deje su sonrisa caer". 
Después de viajar algo de tres horas, Aang y Katara encuentran una tumba de los "dos enamorados". Viendo una pintura que estaba alrededor de la pared, supieron entonces la verdadera historia de los dos enamorados. Dos adultos cuyos pueblos estaban en guerra se conocieron en una montaña. Aunque era peligroso encontrarse, los enamorados encontraron la forma de encontrarse en secreto. Después de aprender Tierra Control mirando la naturaleza de los tejones-topos, los animales masivos que viven en la montaña que separa sus dos aldeas, crearon un túnel que solo ellos podrían atravesar para estar juntos. Un día, el hombre no apareció; murió en la guerra entre los dos pueblos. Esto desató la furia de la mujer, haciendo un gran poder de Tierra Control, declaró la paz entre las dos aldeas (esta lleva una cierta semejanza con la historia romántica, trágica y legendaria de Romeo y Julieta).
Las dos aldeas junto la mujer crearon una nueva ciudad que simbolizaría el amor de la pareja, que actualmente es la ciudad de Omashu (se revelan los nombres de los enamorados, son Oma y Shu, nombres que se ensamblaron). La línea final indica que "el amor brilla más fuerte en la oscuridad". Katara tiene una idea para salir del laberinto; seguir el ejemplo de los enamorados, así besándose con Aang para encontrar la salida. Aunque Aang (que hizo enojar a Katara) encuentra esta una atractiva y seductora idea, él trata de tranquilizar a Katara ya que no se imagina besándose con Katara que es su amiga. Cuando ella pensó que era una mala idea, Aang dijo que entre morir o besarla preferiría besarla. Esto tranquiliza algo el enojo, pero más adelante, cuando las antorchas casi están completamente quemadas, la desesperación, los induce a atreverse a lo desconocido. Mientras se apagan las antorchas, los vemos inclinándose el uno al otro, cerrando los ojos y besándose . En la oscuridad que resulta, Aang y Katara descubren que los dos enamorados pusieron cristales que brillan intensamente en la oscuridad hasta la salida. Finalmente, los dos y Appa salen del túnel.
Sokka y los hippies siguen encontrando callejones sin salida en su búsqueda, y son enfrentados por dos tejones-topo que los arrinconan. Mientras intenta escaparse, Sokka toca accidentalmente una guitarra que estaba en el suelo, y provoca sonido. Los tejones-topo paran, y Sokka intenta tocar una canción para tranquilizarlos por completo. Los hippies veen lo que está haciendo y lo siguen. Domestican a los tejones-topo, los que les llevan hasta la salida donde encuentran a Aang, Katara y Appa.
Mientras tanto, Zuko (con un nuevo corte de pelo) con su tío Iroh, tratan de hacer lo mejor posible para sobrevivir. Las cosas no son muy fáciles, ya que deben tomar serios cuidados - Zuko no puede encontrar alimentos y Iroh termina por hacer té con una planta peligrosa (pensanso que era una planta legendaria del té). Después de pensar si ir al Reino Tierra (donde los capturarían y posiblemente los matarían) o a la Nación del Fuego (donde los enviarían a Azula), deciden ir al Reino Tierra por medicina y alimentos. Entonces satisfacen a unas amistosas madre e hija, quienes han sufrido por la guerra. El episodio llega a ser mucho más interesante cuando la hija adolescente, Song, habla de su padre que fue a la guerra cuando tomaron su aldea. Entonces ella le pregunta a Zuko si su padre está peleando en la guerra, y él vagamente lo admite. 
Momentos adelante, Zuko se sienta en la entrada. Song se sienta a su lado y pregunta si la nación del fuego le ha hecho daño mirando su cicatriz. Cuando ella intenta tocarla, Zuko la detiene. Song entonces le muestra una quemadura de su pierna, hecha por la Nación del Fuego, lo que le impresiona vivamente. Asombrosamente, Zuko no dice nada cuando Song habla de las muertes debidas a la Nación del Fuego.
Este parece ser un momento crucial para Zuko, pero la escena final dice lo contrario. Cuando Zuko y Iroh dejan la casa de la pequeña familia, Zuko roba el Caballo Avestruz de ellas, para hacer su viaje más fácil. Song presenció esto, pero no los detuvo. Ella simplemente cerró la puerta mientras Zuko y Iroh se iban, con una expresión de tristeza en sus ojos.
Al final sokka pregunta que como salieron y aang dice" solo confiamos en el amor",poco después le lanza una mirada a katara y esta se sonroja
Concluyendo esto, Aang, Katara y Sokka llegan a Omashu, pero se sienten devastados cuando ven que ha sido tomada por la Nación del Fuego.
- Datos: Q9019204